# 合鰓魚亞目
合鰓魚亞目為輻鰭魚綱合鰓目的一個亞目，其下僅有一科：
- 合鰓魚科(Synbranchidae)